# لازاري أدينغونو
لازاري أدينغونو (بالفرنسية: Lazare Adingono)‏ مواليد 1 نوفمبر 1978 في ياوندي، هو مدرب كرة سلة كاميروني ولاعب معتزل. يدرب بترو إتليتيكو. حقق المركز الثاني في بطولة أمم أفريقيا لكرة السلة 2007.

## الميداليات
| الميدالية | المسابقة                          |
| --------- | --------------------------------- |
| فضية      | بطولة أمم أفريقيا لكرة السلة 2007 |

## روابط خارجية
- لازاري أدينغونو على موقع كرة السلة الأوروبية.كوم (الإنجليزية)
- لازاري أدينغونو على موقع كلية كرة السلة في سبورتس رفرنس.كوم (الإنجليزية)
- لازاري أدينغونو على موقع ريلجم (الإنجليزية)
- لازاري أدينغونو على موقع بروبوليرز (الإنجليزية)